# The Villain Worshipper
The Villain Worshipper è un cortometraggio muto del 1916 diretto da James W. Horne.
Decimo episodio del serial cinematografico Stingaree.

## Produzione
Il film fu prodotto dalla Kalem Company.

## Distribuzione
Distribuito dalla General Film Company, il film - un cortometraggio in due bobine - uscì nelle sale cinematografiche USA il 26 gennaio 1916.